# Eddy Doorenbos
Eddy Doorenbos ('s-Gravenhage, 28 december 1921 – Amsterdam, 25 maart 2013) was een Nederlands zanger, bassist, gitarist, pianist, componist, tekstdichter, kunstschilder en entertainer.

## Biografie
Zijn muzikale carrière begon omstreeks 1945. Met het orkest van Han de Willigen vertrok toen hij naar Brussel om twee jaar te musiceren en te zingen voor de Amerikaanse troepen, die waren gelegerd in België, Frankrijk en Duitsland. Doorenbos was een groot bewonderaar van Nat King Cole en Frank Sinatra, en verwierf grote faam als vocalist bij het legendarische Miller Sextet van Ab de Molenaar, waar hij van 1947 tot 1961 aan verbonden was. Er waren veel radio-optredens en langdurige engagementen in beroemde etablissementen in Nederland, alsmede uitgebreide buitenlandse tournees (US Forces in België, Frankrijk en Duitsland; Indonesië; Zweden; Denemarken). In 1956 en 1957 werd Doorenbos verkozen tot favoriete zanger in de poll van het tijdschrift ‘Rhythm’.

## Na 1960
In 1961 verliet hij The Millers om onder andere een jaar te zingen bij het orkest van zijn goede vriend klarinettist en saxofonist Herman Schoonderwalt. Na de opkomst van de popmuziek verdween de belangstelling voor de swing nogal plotseling. Doorenbos besloot Nederland te verlaten en vertrok naar Spanje, waar hij met een onderbreking van enkele jaren zo’n twintig jaar zou blijven. Hij vestigde zich in 1965 aan de Costa del Sol, genoot er van het zonnige klimaat en ontdekte dat hij nog meer artistieke gaven had: hij ging schilderen, en dit met succes. Zijn werk werd ontdekt door de jetset in Marbella, en hij verkocht doeken aan onder anderen Gina Lollobrigida, Anita Ekberg en Sean Connery. Hij staat ook vermeld in het grote Lexicon ‘500 jaar Nederlandse schilderkunst’ en had exposities in Spanje, Frankrijk, Zwitserland, Zweden en Nederland. In 1968 is hij nog een aantal keren in Nederland geweest om in het kader van een Miller-reünie, die werd georganiseerd door producer Skip Voogd, radio- en grammofoonplaatopnamen te maken, die later ook op cd zijn verschenen.
In de jaren 70 heeft Doorenbos ook nog vier jaar in Brussel gewoond. In die tijd had hij een galerie in Knokke en trad hij in België regelmatig op voor de Franstalige zender RTB. Daarna keerde hij weer terug naar Spanje en vestigde zich in Marbella. In 1984 keerde hij terug naar zijn vaderland. Op een korte onderbreking na (in de periode van 1995-1996 woonde hij op het eiland Lanzarote) bleef hij verder in Nederland wonen. Doorenbos is de muziek altijd trouw gebleven. Vanaf de jaren 90 trad hij op met zijn eigen kwartet The Swingmill, had hij radio-uitzendingen met The Skymasters en zong hij met vele bands en ensembles.
Doorenbos is te horen op alle cd’s van The Millers en maakte sinds 1989 drie cd's onder zijn eigen naam: Still Together met The Swingmill, Here I Go Again en Gimme That Wine. Verder nam hij in 1994 met actrice-zangeres Joke Bruijs een cd met Nederlandstalige duetjes op. Van zijn grote Millersucces Smoke, Smoke That Cigaret maakte hij in 1996 een rapversie, gecombineerd met een videoclip, die regelmatig op TMF werd vertoond. Sinds 1997 was Doorenbos een groot aantal maanden per jaar te beluisteren in bars van Nederlandse hotels. Daarnaast trad hij regelmatig op in binnen- en buitenland, meestal op exclusieve privéfeesten, maar ook op jazzfestivals en in clubs.
Hij overleed uiteindelijk op 91-jarige leeftijd in zijn slaap.